# Tofacitinib
Tofacitinib, anteriormente conocida como tasocitinib, CP-690550 es un fármaco de la clase de los inhibidores de la cinasa Jano (JAK), descubierto y desarrollado por los Institutos Nacionales de Salud y Pfizer. Actualmente está aprobado para el tratamiento de la artritis reumatoide (RA) en Estados Unidos y otros países. Ha demostrado su eficacia en un estudio Fase 3 para el tratamiento de la psoriasis. Está en estudio para el tratamiento de las enfermedades inflamatorias intestinales, y otras enfermedades inmunológicas, así como para la prevención de rechazo en el trasplante de órganos.

## Mecanismo
Es un inhibidor de la enzima cinasa Jano 1 (JAK1) y cinasa Jano 3 (JAK 3), lo que significa que interfiere con la vía de señalización JAK-STAT, que transmite la información extracelular en el núcleo celular, influyendo en la transcripción del ADN.
En un ratón con artritis establecida, tofacitinib mejoró rápidamente la enfermedad mediante la inhibición de la producción de mediadores inflamatorios y la supresión de genes STAT1-dependiente en tejido de las articulaciones. Esta eficacia en este modelo de enfermedad correlacionada con la inhibición de las vías de señalización de JAK1 y JAK3, lo que sugiere que tofacitinib puede ejercer un beneficio terapéutico a través de vías que no son exclusivos a la inhibición de JAK3.

## La historia de Investigación
La importancia potencial de inhibición de JAK3 fue descubierto por primera vez en el laboratorio de John O'Shea, inmunólogo en el Instituto Nacional de Artritis y Enfermedades Musculoesqueléticas y de la Piel de los Institutos Nacionales de Salud (NIH). En 1994, Pfizer fue abordado por el NIH para formar una asociación público-privada con el fin de evaluar y llevar al mercado los compuestos experimentales basadas en esta investigación. Pfizer inicialmente declinó la asociación, pero estuvo de acuerdo en 1996, después de la eliminación de una política de NIH dictando que el precio de mercado de un producto que resulta de tal asociación tendría que ser acorde con la inversión de los ingresos de los contribuyentes pública y las "necesidades de salud y seguridad del público." Pfizer trabajó con el laboratorio de O'Shea para definir la estructura y función de JAK3 y sus receptores, y luego manejaron el descubrimiento de fármacos, desarrollo preclínico y clínico de tofacitinib desarrollo en el local.
En noviembre de 2012, El FDA aprobó tofacitinib para el tratamiento de la artritis reumatoide.
Un estudio de 2014 mostró que el tratamiento tofacitinib fue capaz de convertir los tejidos de grasa blanca en grasa marrón que es más activa metabólicamente, lo que sugiere que puede tener aplicaciones potenciales en el tratamiento de la obesidad.

## Estudios Clínicos

### Artritis Reumatoide
En la fase II de estudios clínicos se probó el medicamento en pacientes con artritis reumatoide que no habían respondido a la terapia DMARD. En un estudio de monoterapia tofacitinib, el puntaje ACR mejoró un 20% (ACR-20) en el 67% de los pacientes en comparación con el 25% que recibieron placebo; y un estudio que combina la droga con metotrexato logró un ACR-20 en el 59% de los pacientes en comparación con 35% que recibieron solo metotrexato. En un estudio de psoriasis, la puntuación PASI mejorado por al menos 75% entre 25 y 67% de los pacientes, dependiendo de la dosis, en comparación con el 2% en el grupo placebo.
Los efectos secundarios más importantes en los estudios de fase II fueron el incremento de los niveles de colesterol en la sangre (12 a 25 mg / LDL dl y HDL 8 a 10 mg / dl) y neutropenia. Las investigaciones en fase III del fármaco en la artritis reumatoide se inició en 2007 y está previsto que durará hasta enero de 2015.
En abril de 2011, cuatro pacientes murieron después de comenzar los estudios clínicos con tofacitinib. Según Pfizer, solo uno de los cuatro muertes se relacionó con tofacitinib.
Tres estudios en la fase III para la AR habían reportado resultados positivos.
En noviembre de 2012, el FDA aprobó tofacitinib "para el tratamiento de adultos con artritis reumatoide moderada a severamente activa que han tenido una respuesta inadecuada o que son intolerantes al metotrexato."

### Psoriasis
Tofacitinib ha demostrado su eficacia para la psoriasis de placa en aleatorizado en la fase 3 en las investigaciones controlados cuando son comparadas con el placebo y con etanercept.

### Colitis ulcerosa
El estudio OCTAVE de tofacitinib en la colitis ulcerosa inició en 2012. En la actualidad está reclutando pacientes, aunque la página ensayos NIH afirma que esperan que el juicio se cierre en junio de 2015.

### Vitíligo
En un estudio en junio de 2015, una mujer de 53 años de edad, con vitiligo mostró notable mejoría después de tomar tofacitinib durante cinco meses.

### Dermatitis atópica
Los resultados del uso de tofacitinib en 6 pacientes con dermatitis atópica recalcitrante se publicó en el septiembre de 2015. Todos vieron mejoría en su dermatitis atópica sin eventos adversos.

## Seguridad y efectos secundarios
Tofacitinib no fue aprobado por las agencias reguladoras europeas. Los estudios en animales con tofacitinib mostraron cierta carcinogénesis, mutagénesis y alteraciones de la fertilidad.

### Advertencias y precauciones
Xeljanz requiere tener una advertencia en la etiqueta sobre posibles lesiones y muertes debido a problemas tales como infecciones, linfoma y otros tumores malignos que pueden surgir del uso de este medicamento. Las infecciones graves que conducen a la hospitalización o la muerte, incluyendo la tuberculosis y, hongos bacteriana invasiva, viral y otras infecciones oportunistas, han ocurrido en pacientes tratados con tofacitinib. El virus Epstein Barr postrasplante trastorno linfoproliferativo incrementa el ritmo en pacientes con trasplante renal tratados con tofacitinib. Los pacientes se les advierte para evitar el uso de citrato de tofacitinib durante una "grave infección activa, incluyendo infecciones localizadas." Se aconseja a los médicos que utilicen con precaución en pacientes que pueden estar en mayor riesgo de perforaciones gastrointestinales. Vigilancia de Laboratorio se recomienda debido a los posibles cambios en los linfocitos, neutrófilos, hemoglobina, enzimas hepáticas y lípidos. Tofacitinib afirma tener ninguna contraindicación, sin embargo, se le recomienda a los médicos que reduzcan la dosis del paciente cuando se combina con "inhibidores potentes del citocromo P450 3A4 (CYP3A4)", tales como ketoconazol), o uno o más medicamentos combinados que dan como resultado tanto la inhibición moderada del CYP3A4 y potente inhibición de la CYP2C19 tales como fluconazol. Por otra parte, deben ser evitadas las vacunas vivas atenuadas.

### Reacciones adversas
Las reacciones adversas con mayor frecuencia durante los primeros tres meses en los estudios clínicos controlados (incidencia mayor o igual al 2% de los pacientes tratados con tofacitinib monoterapia citrato o en combinación con FARME) fueron superiores infecciones de las vías respiratorias, dolor de cabeza, diarrea y nasofaringitis (el "resfriado común").